# Мужская сборная Азербайджана по баскетболу 3×3
Мужская сборная Азербайджана по баскетболу 3×3 представляет Азербайджан на международных соревнованиях по баскетболу 3×3. Управляющим органом является Федерация баскетбола Азербайджана.
По состоянию на 4 сентября 2024, мужская сборная Азербайджана по баскетболу 3×3 занимает 80-е место в мировом рейтинге ФИБА мужских сборных по баскетболу 3×3.

## Результаты выступлений
| Турнир                             | Золото | Серебро | Бронза | Всего |
| ---------------------------------- | ------ | ------- | ------ | ----- |
| Чемпионат Европы по баскетболу 3×3 | —      | —       | —      | —     |
| Европейские игры                   | —      | —       | —      | —     |
| Игры исламской солидарности        | 1      | 1       | 0      | 2     |
| Итого                              | 1      | 1       | —      | 2     |

### Чемпионат Европы по баскетболу 3×3
| Год           | Место          | Игры           | Победы         | Поражения      | Состав команды                                                    |
| ------------- | -------------- | -------------- | -------------- | -------------- | ----------------------------------------------------------------- |
| Бухарест 2014 | 11             | 3              | 1              | 2              | Rolandas Alijevas, Amil Hamzayev, Spencer Nelson, Fuad Niftaliyev |
| 2016—2021     | не участвовали | не участвовали | не участвовали | не участвовали | не участвовали                                                    |
| Грац 2022     | 12             | 2              | 0              | 2              | Amil Hamzayev, Akbarov Jabrayil, Zaur Pashayev, Endar Poladkhanlı |
| 2023          | не участвовали | не участвовали | не участвовали | не участвовали | не участвовали                                                    |
| Вена 2024     | 12             | 2              | 0              | 2              | Jordan Davis, Amil Hamzayev, Akbarov Jabrayil, Endar Poladkhanlı  |

### Европейские игры
| Год        | Место          | Игры           | Победы         | Поражения      | Состав команды                                                                |
| ---------- | -------------- | -------------- | -------------- | -------------- | ----------------------------------------------------------------------------- |
| Баку 2015  | 5              | 5              | 4              | 1              | Rolandas Alijevas, Orhan Aydin Haciyeva, Amil Hamzayev, Marshall Obrian Moses |
| 2019—н. в. | не участвовали | не участвовали | не участвовали | не участвовали | не участвовали                                                                |

### Игры исламской солидарности
| Год        | Место | Игры | Победы | Поражения | Состав команды                                                            |
| ---------- | ----- | ---- | ------ | --------- | ------------------------------------------------------------------------- |
| Баку 2017  | 1     | 7    | 7      | 0         | Marshall Obrian Moses, Amil Hamzayev, Orhan Aydin Haciyeva, Zaur Pashayev |
| Конья 2021 | 2     | 7    | 6      | 1         | Endar Poladkhanlı, Amil Hamzayev, Orhan Aydin Haciyeva, Zaur Pashayev     |

## Отборочный турнир к Чемпионату мира 2025
Отборочный турнир к чемпионату мира 2025 прошёл 24 мая 2025 года в Баку. Азербайджан играл в группе R1-B с Канадой и Великобританией. Азербайджан проиграл Канаде (22:7) и Великобритании (21:12), заняв последнее место в группе и не пройдя квалификации.
Состав сборной на турнире: Орхан Гаджиев, Амиль Гамзаев, Назар Гулиев, Кямран Мамедов.

## Текущий состав
На май 2025:
- Орхан Гаджиев
- Амиль Гамзаев
- Назар Гулиев
- Кямран Мамедов